# Oussama Essabr
Oussama Essabr (en arabe : أسامة الصبر), né le 19 janvier 1989 à Tiddas, Maroc, est un joueur marocain de football évoluant au poste d'attaquant.

## Biographie
Écarté du groupe à la Juventus, Essabr réalise un essai avec l'Impact de Montréal en novembre 2012 alors que le club canadien réalise une tournée en Italie.
Essabr est une nouvelle fois mis à l'essai par l'Impact de Montréal en février 2014.
Depuis 2020, il est titulaire de la Licence UEFA B et entraîne l'équipe de jeunes de la Juventus FC Academy.

## Palmarès
vierge